# 담양읍
담양읍(潭陽邑)은 전라남도 담양군의 중부에 위치한 읍이다. 면적은 29.519km2이고, 2022년 기준 인구는 약 1만 5273명이다.

## 개요
이 지역 부근에서 만드는 죽세공품의 집산지이면서 수박의 산지로도 유명하다. 근대 공업이 생겨나 섬유, 특산물, 제품을 생산한다. 읍내를 광주대구고속도로와 호남고속도로, 그 밖의 국도 및 지방도가 지나 교통의 요지를 이루며, 문화재로는 읍내리 석당간, 읍내리 오층석탑 등이 있다.

## 행정 구역
- 가산리(佳山里) 
  - 고가뫼
  - 회룡
- 강쟁리(江爭里) 
  - 강쟁
  - 두곡
  - 마두ㆍ신성
- 객사리(客舍里) 
  - 객사1구
  - 객사2구
  - 객사3구
- 금월리(錦月里) 
  - 연화촌
  - 금월
- 남산리(南山里) 
  - 남촌
  - 동정자
- 담주리(潭州里) 
  - 담주
- 담빛리 
  - 담빛3구
  - 담빛4구
- 만성리(萬成里) 
  - 완동
  - 벌뫼
- 반룡리(盤龍里) 
  - 반룡
  - 용주
  - 구터
- 백동리(栢洞里) 
  - 향백동
  - 삼거리
  - 신기
  - 미리산
  - 청전아파트
  - 서당골
  - 별해리아파트
  - 백동주공2차아파트
- 삼다리(三茶里) 
  - 외다
  - 내다
- 삼만리(三萬里) 
  - 오정
  - 고대실
  - 삼만ㆍ선계
- 양각리(羊角里) 
  - 시산ㆍ샛터
  - 사미정
- 오계리(五桂里) 
  - 오현
  - 계동
  - 매화
- 운교리(雲橋里) 
  - 운교
- 지침리(紙砧里) 
  - 지침1구
  - 지침2구
  - 지침3구
- 천변리(川邊里) 
  - 천변1구
  - 천변2구
  - 천변3구
- 학동리(鶴洞里) 
  - 학동
  - 깊은실
- 향교리(鄕校里) 
  - 향교ㆍ언골
  - 서원
  - 신흥(이주단지)

## 교육
- 전남도립대학
- 담양공업고등학교
- 담양고등학교
- 담양중학교
- 담양여자중학교
- 담양남초등학교
- 담양동초등학교
- 담주초등학교

## 주거

### 아파트
| 단지명                       | 건설사              | 시행사                      | 주소                 | 입주        | 비고     |
| ---------------------------- | ------------------- | --------------------------- | -------------------- | ----------- | -------- |
| 담양 백동주공                | 남영건설㈜ 중흥건설 | 대한주택공사                | 미리산길 34 (백동리) | 2007년 3월  | 국민임대 |
| 금강 래인보우(來人保宇)      | ㈜금강종합건설      | ㈜금강토건                  | 미리산길 67 (지침리) | 2004년 4월  |          |
| 담양 양우내안애 퍼스트힐 1차 | 양우건설            | 양우건설                    |                      | 2020년 11월 |          |
| 담양 양우내안애 퍼스트힐 2차 | 양우건설            | 양우건설                    |                      | 2020년 11월 |          |
| 담양 남양휴튼 센트럴파크     | 남양건설            | 담양센트럴파크 지역주택조합 |                      | 2025년 3월  |          |